# ذيل الفأر العادي
ذيل الفأر العادي (الاسم العلمي: Myosurus cauda-muris) هو نوع من النباتات يتبع جنس ذيل الفأر من الفصيلة الحوذانية     .	